# Piešťany
Piešťany ( Madarsky Pöstyén, německy Pistyan, zřídka Bad Püschtin, polsky Pieszczany) jsou okresní a lázeňské město na západě Slovenska, na řece Váh. Leží v Trnavském kraji. Je mezinárodním střediskem léčby revmatických chorob a významným regionálním centrem kultury, školství, sportu a rekreace.

## Historie

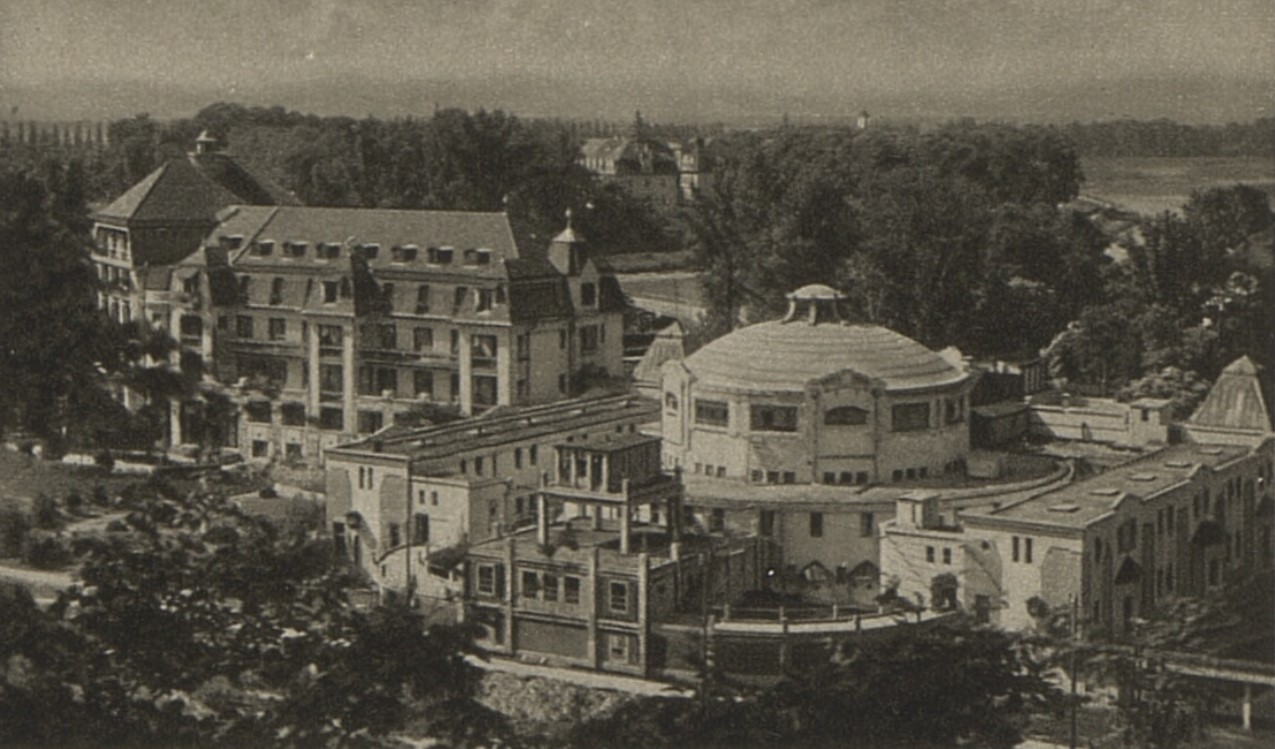
Lázeňský dům Irma (postaven v letech 1910–1912)

Historie města je úzce spjatá se jeho lázněmi, budovanými od konce 18. století. Motiv lámače berlí, který je ve znaku města, vytvořil v roce 1894 Artur Heyer.

### Pravěk
Lidské osídlení zde existuje již od prehistorických dob; lidé sem přicházeli hlavně díky minerálním pramenům, které v zimě nezamrzaly. Z této doby pochází Moravanská venuše, malá soška podobná Věstonické venuši. Nalezena byla v obci Moravany nad Váhom, nedaleko Piešťan.

### Středověk
První písemná zmínka o městě je z roku 1113. Tehdy neslo název Pescan a skládalo se z několika menších osad. Nacházel se tady pravděpodobně klášter Johanitů. Na místní minerální prameny bylo poprvé poukázáno v knize „De admirandis Hungariae aquis hypomnemation“ (O zázračných vodách Uherské monarchie) od autora Georgia Wernhera v roce 1549. V 16. a 17. století bylo město ohrožováno Tureckými výboji a protihabsburskými povstáními.

### Novověk

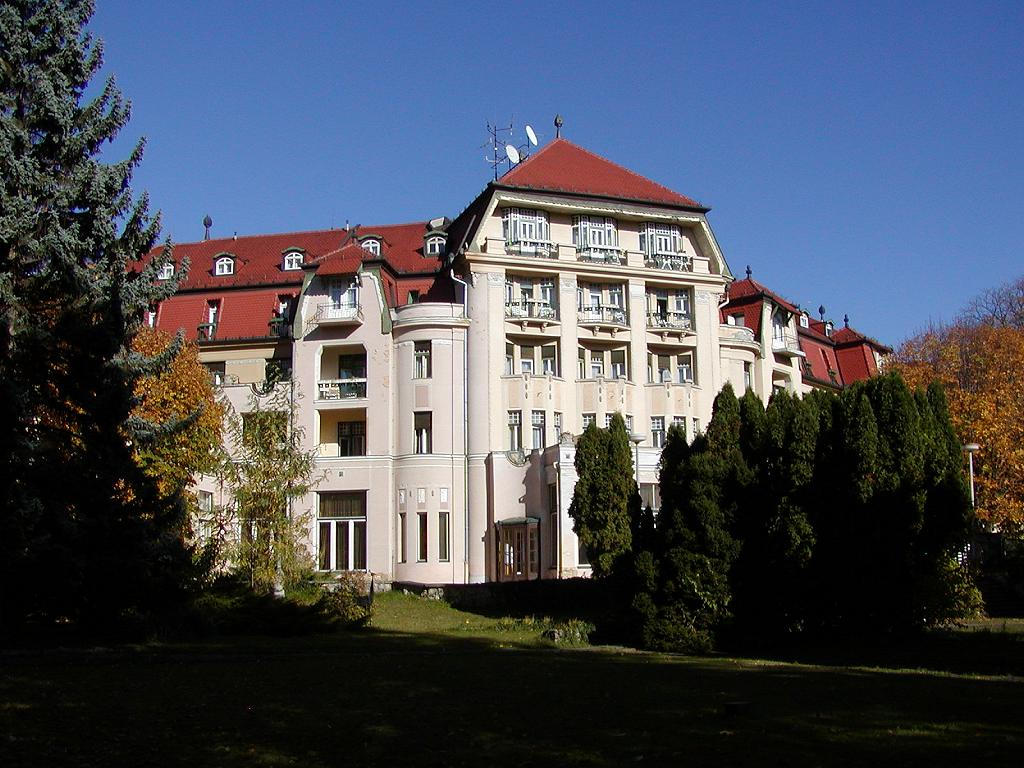
Lázeňský hotel Thermia Palace

Piešťany až do poloviny 19. století vlastnila rodina Erdődyovců; lázně jim patřily až do 2. světové války. Tento rod zde vybudoval první lázně v roce 1778; v roce 1813 pak byly poškozené povodní. Na začátku 19. století byly přestavěny v neoklasicistním slohu a pojmenovány po Napoleonovi. Na konci 19. století si je pronajala rodina Winterů, která z nich vytvořila světově proslulé lázně. Po 2. světové válce byly znárodněny a v 60. a 70. letech rozšířeny; i město samotné se rozrůstalo.
V letech 1906–1978 byla ze stanice Piešťany v provozu místní dráha do Vrbového.
Od roku 1996 jsou Piešťany znovu okresním městem.

## Významné stavby a instituce

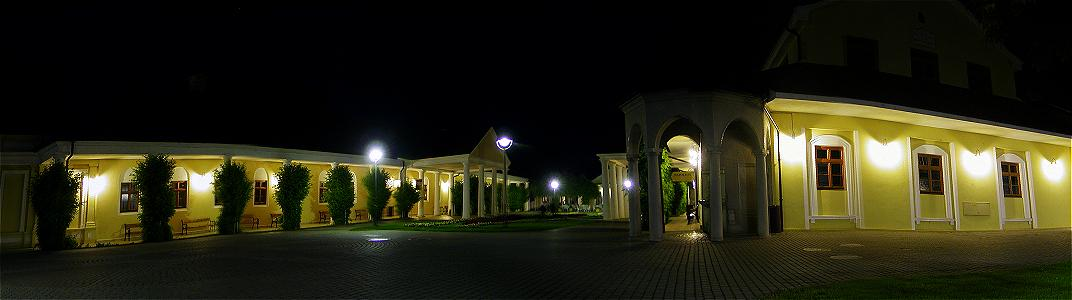
Klasicistní Napoleonské lázně

Ze středověku se dochovala jen zřícenina kostela a kláštera. Jednou z nejstarších světských budov je Kurhotel. Má pravděpodobně renesanční jádro, vícekrát přestavované až do dnešní podoby. V současnosti patří Slovenským liečebným kúpeľom Piešťany.
Kolonádový most od Emila Belluše je významnou funkcionalistickou stavbou z let 1930–1933, se sochou berlolamače od R. Kühmayera a lepty do skla od Martina Benky.
Od roku 1931 se zde nachází Balneologické muzeum, nedaleko na Váhu pak leží přehradní nádrž Sĺňava. Od roku 2004 je zde také umístěno slovenské Vojenské historické muzeum.

## Doprava
Díky svojí poloze na Váhu nedaleko vstupu do Považského údolí mají Piešťany velmi dobré dopravní napojení. 

### Silniční doprava
Okolo Piešťan vede slovenská dálnice D1, na kterou jsou Piešťany napojeny slovenskou silnicí I/499. Přes Piešťany vede slovenská silnice I/61, která zde křižuje se silnicemi  II/499 a III/1257.

### Železniční doprava
Piešťany leží na  železniční trati Bratislava–Žilina (některé rychlíky vyšší kvality zde nezastavují). 

### Letecká doprava
Město má svoje letiště, s mezinárodním provozem.

## Osobnosti

### Rodáci
- Ernő Rubik starší (1910–1997), maďarský letecký konstruktér, otec Ernő Rubika ml.
- Frederick Stafford (1928–1979), evropský herec
- Juraj Šajmovič (1932–2013), kameraman
- Zoro Záhon (* 1943), herec, režisér
- Irena Belohorská (* 1948), lékařka, politička a poslankyně Evropského parlamentu
- Marián Geišberg (1953–2018), herec, písničkář, spisovatel a humorista
- Slavomír Kňazovický (* 1969), rychlostní kajakář
- Róbert Erban (* 1972), rychlostní kajakář
- Noro Držiak (* 1974), výtvarník, animátor, režisér
- Martina Moravcová (* 1976), plavkyně, olympionička
- Marcela Erbanová (* 1978), rychlostní kajakářka
- Branko Radivojevič (* 1980), hokejista
- Filip Hološko (* 1984), fotbalista
- Lukáš Lacko (* 1987), tenista

### Další
- Alexander Winter (1836–1909), budovatel lázní Piešťany
- Ľudovít Winter (1870–1968), budovatel lázní Piešťany, syn Alexandera Wintera
- Ivan Krasko (1876–1958), básník, prozaik a překladatel, žil zde koncem života
- Eduard Cmunt (1878–1967), český lékař, první slovanský balneolog v Piešťanech
- Samuel David Ungar (1886–1945), roš ješiva nitranské ješivy, nitranský rabín, pohřben v Piešťanech
- Ivan Stodola (1888–1977), dramatik a spisovatel, žil zde koncem života
- Martin Benka (1888–1971), malíř
- Janko Alexy (1894–1970), spisovatel, malíř a publicista, žil zde několik let
- Miloš Alexander Bazovský (1899–1968), malíř, zakladatel slovenské výtvarné moderny
- Jozef Šošoka (1943–2008), džezový hudebník, žil zde koncem života
- Rytmus (* 1977), hudebník/rapper, vyrůstal zde
- Ego (* 1983), hudebník/rapper
- Dominika Cibulková (* 1989), tenistka

## Partnerská města
- Budapešť (IX. obvod), Maďarsko
- Ejlat, Izrael
- Hajdúnánás, Maďarsko
- Heinola, Finsko
- Luhačovice, Česko
- Poděbrady, Česko
- Ustroň, Polsko
- Varaždinske Toplice, Chorvatsko